# Tseng Chun-hsin
Tseng Chun-hsin (en chino tradicional, 曾俊欣; pinyin, Zēng Jùnxīn; 8 de agosto de 2001) es un tenista profesional taiwanés. Actualmente ocupa la posición no. 96 del Ranking ATP.
En la temporada 2018, llegó a la final del Abierto de Australia júnior individual y ganó los títulos individuales del Torneo de Roland Garros y Wimbledon júnior. Logró el puesto número 1 ITF júnior combinado el 11 de junio de 2018, después de ganar el Torneo de Roland Garros Júnior.
Es parte del equipo de Copa Davis de China Taipéi desde 2018, con un récord de 3-1. Debutó en la eliminatoria de Copa Davis que disputó su país contra Líbano y colocó un sonrojante 6-0 6-0 a Michael Saede.

## Trayectoria júnior
En la temporada 2018, Tseng Chun-Hsin alcanzó la final del Abierto de Australia júnior en la categoría individual y se consagró campeón en los torneos de Roland Garros y  Wimbledon Júnior, ambos en la modalidad individual. Como resultado de estos logros, alcanzó la posición número 1 del ranking combinado juvenil de la ITF el 11 de junio de 2018, inmediatamente después de su victoria en París.
Tseng se convirtió en el primer tenista taiwanés en la historia en ganar el título individual masculino júnior de Wimbledon tras vencer al local Jack Draper por 6-1, 6-7, 6-4. En 2019, representó a China Taipéi en la Universiada de Verano, donde obtuvo la medalla de oro en la competencia individual masculina de tenis.

## Carrera Profesional

### 2018: Debut a nivel Challenger
Después de conquistar el título individual júnior en el Campeonato de Wimbledon 2018, recibió una invitación (wild card) para disputar el torneo ATP Challenger de Kaohsiung, celebrado en su país natal, Taiwán. En su debut profesional, venció a Max Purcell en tres sets. Sin embargo, fue eliminado en la segunda ronda tras caer ante el austriaco Jurij Rodionov. 
Posteriormente, Tseng recibió una invitación (wild card) para disputar su primer torneo ATP 250 en Chengdu. En la primera ronda, enfrentó al estadounidense Taylor Fritz. Tseng ganó el primer set, pero no logró mantener la ventaja y fue derrotado en tres parciales, con un marcador de 6-3, 3-6, 4-6.

### 2019: Debut Masters 1000
En marzo de 2019, Tseng hizo su debut en un ATP Tour Masters 1000 al participar en el Miami Open, al que accedió mediante una invitación (wild card). En la primera ronda, fue derrotado por el portugués João Sousa con un marcador de 6-4, 7-5.
En julio de 2019, Tseng alcanzó su primera final en el circuito ATP Challenger, en el  Challenger de Praga. En su camino a la final, venció en la primera ronda al francés Alexander Müller en tres sets, y posteriormente al eslovaco Andrej Martin, también en tres parciales. En octavos de final superó al alemán Peter Heller, nuevamente en tres sets, y en cuartos de final derrotó al español Bernabé Zapata Miralles. En semifinales venció al portugués Frederico Ferreira Silva en sets corridos. En la final, fue superado por el español Mario Vilella Martínez por 6-4, 6-2.

### 2020: Semis en Praga
En febrero de 2020, Tseng alcanzó las semifinales del torneo ATP Challenger de Bérgamo, Italia, tras superar la fase de clasificación. En el cuadro principal, venció sucesivamente a Leo Borg, Marco Trungelliti, Filippo Baldi y Andrea Arnaboldi, todos en sets corridos, antes de ser eliminado en semifinales por el francés Enzo Couacaud en un ajustado encuentro, con un marcador de 6-4, 3-6, 7-6^(5). Este resultado representó uno de sus mejores desempeños en el circuito Challenger hasta ese momento y le permitió acercarse por primera vez al top 270 del ranking ATP.

### 2021-2022: Aparición en Challengers, Grand Slam y debut en el top 100
En junio de 2021, Tseng compitió en el Challenger de Almaty, donde superó la fase de clasificación y avanzó hasta las semifinales. En la primera ronda del cuadro principal, derrotó a Felipe Meligeni Alves por 6‑2, 6‑1, seguido de una victoria contra Denis Istomin con marcador de 7‑6^(7), 6‑4. Luego, en cuartos de final, venció a Dimitar Kuzmanov por 7‑6(1), 6‑3. Su recorrido culminó en semifinales, donde fue eliminado por el local Timofey Skatov, quien lo venció con parciales de 6‑2, 6‑3.
En agosto de 2021, Tseng alcanzó las semifinales del Challenger de Barletta. Tras acceder al cuadro principal desde la clasificación, superó en primera ronda a Ryan Harrison por retirada y en octavos al italiano Luca Nardi por 5‑7, 6‑2, 6‑4. Posteriormente, derrotó al también italiano Andrea Vavassori en cuartos por 6‑4, 6‑4. Su recorrido culminó en semifinales, donde fue eliminado por Giulio Zeppieri en tres sets, con un marcador de 6‑3, 2‑6, 6‑3.
En diciembre de 2021, Tseng Chun‑Hsin protagonizó una destacada participación en el ATP Challenger de Maia. En la primera edición, accedió al torneo como cabeza de serie número 6 y alcanzó la final, donde fue derrotado por Geoffrey Blancaneaux en tres sets, con un marcador de 6‑3, 3‑6, 2‑6. Una semana más tarde, en el torneo Challenger de Maia II, Tseng se impuso al portugués Nuno Borges en la final por 5‑7, 7‑5, 6‑2, consiguiendo así su primer título ATP Challenger.
Hizo su debut en un Grand Slam, en enero de 2022, Tseng  participó en el cuadro principal del Abierto de Australia gracias a una invitación (wild card). En la primera ronda, fue derrotado por el alemán Oscar Otte en tres sets, con un marcador de 6‑2, (5) 6‑7, 7‑5.
En febrero de 2022, Tseng Chun-Hsin logró su segundo título ATP Challenger en el Challenger de Bangalore, al imponerse en la final a Borna Gojo por 6-4, 7-5. Un mes más tarde, en el Challenger de Roseto degli Abruzzi II, en Italia, volvió a llegar a una final, aunque fue superado por el francés Manuel Guinard con un contundente marcador de 6-1, 6-2. En abril, Tseng conquistó su tercer título de la temporada en el Challenger de Murcia 2022, donde derrotó al eslovaco Norbert Gombos en la final por 6-4, 6-1.
Posteriormente, compitió en el Challenger de Praga I, en la República Checa. donde avanzó hasta las semifinales donde perdió ante Sebastian Ofner en tres set. No obstante, el buen rendimiento acumulado durante estos torneos le permitió escalar posiciones en el ranking ATP, consolidándose dentro del top 150 por primera vez en su carrera, alcanzó el puesto número 110 del ranking mundial, el más alto de su carrera, el 16 de mayo de 2022.
En 2022, Tseng Chun-Hsin se clasificó para disputar su segundo torneo de Grand Slam, haciendo su debut en el cuadro principal del Torneo de Roland Garros 2022. En un intenso partido de primera ronda que se extendió por 4 horas y 23 minutos, fue eliminado en cinco sets por João Sousa. Este encuentro fue notable por su duración y nivel competitivo, mostrando la capacidad de Tseng para disputar partidos de alta exigencia física y mental en escenarios importantes.
Posteriormente, tras alcanzar las semifinales en el Challenger de Bratislava, Tseng logró ingresar por primera vez al top 100 del ranking ATP, posicionándose en el puesto número 97 el 13 de junio de 2022. Gracias a esto, accedió al cuadro principal del Campeonato de Wimbledon 2022, donde fue derrotado por el comodín Alastair Gray en tres set.
Además, Tseng fue uno de los participantes destacados en las Next Generation ATP Finals 2022. Clasificado como sexto cabeza de serie, perdiendo los tres partidos que disputó en la fase de grupo, frente al italiano Lorenzo Musetti, el británico Jack Draper y el suizo Dominic Stricker. Tras esto encadenó su peor racha de derrotas en su carrera con 12 partidos seguidos sin conocer la victoria.

### 2023–2025: Primera victoria en el Masters y cuartos de final del ATP 500, regreso al top 100
En el Abierto de Australia 2023, perdió en la primera ronda contra el local Alexei Popyrin, en cinco sets.
En octubre de 2023, Tseng Chun-Hsin, ubicado en el puesto n.º 380 del ranking ATP, debutó en la fase clasificatoria en el Rolex Shanghai Masters, donde logró acceder al cuadro principal. En su debut en este nivel, derrotó a Alexander Shevchenko, consiguiendo su primera victoria en un torneo Masters 1000. Gracias a esta actuación, ascendió casi 80 posiciones en el ranking, ubicándose en el puesto n.º 301 el 16 de octubre de 2023.
En marzo de 2024, Tseng ganó su cuarto título ATP Challenger en el Challenger de Székesfehérvár 2024, lo que le permitió regresar al top 250 el 18 de marzo. Posteriormente, en junio, obtuvo su quinto título en el Challenger de Vicenza, tras imponerse al local Francesco Passaro en semifinales por 6-3, 6-3 y en la final a Marco Trungelliti en sets corrido para sellar el título sin haber perdido un set, y también alcanzó la final del UniCredit Czech Open en Prostějov. Estas actuaciones le permitieron escalar nuevamente en el ranking, regresando al top 175 el 10 de junio de 2024. Posteriormente llegó hasta las semifinales del Challenger de Modena 2024, donde fue derrotado por Albert Ramos por marcador de 6-4, 6-4.
Ese mismo mes, con el ranking n.º 159, Tseng accedió como perdedor afortunado al cuadro principal del Torneo de Umag, tras la retirada de Holger Rune, tercer cabeza de serie. Allí derrotó al italiano Fabio Fognini y avanzó a los cuartos de final de un torneo ATP Tour por primera vez en su carrera donde perdió contra Jakub Menšík. Tres semanas después, alcanzó la final del Challenger de San Marino, donde fue superado por Alexandre Müller en una muerte súbita del set decisivo. Como resultado, ascendió al puesto n.º 115 del ranking ATP el 19 de agosto de 2024. En octubre hizo semifinales consecutivas en los Challenger de Hangzhou y Taipéi, perdiendo contra James Duckworth y Taro Daniel sucesivamente.

### 2025: Cuartos de final en Río y bicampeonato en Vicenza
En febrero de 2025, Tseng logró su segunda clasificación a cuartos de final en un torneo ATP, esta vez en el ATP 500 de Río de Janeiro. Luego de superar la fase de clasificación, derrotó al tercer cabeza de serie y top 50 Alejandro Tabilo (la victoria más importante de su carrera hasta la fecha) por marcador de 6-2, 7-5 y al local Thiago Monteiro en tres sets.  Gracias a este desempeño, regresó al top 100 del ranking ATP el 24 de febrero de 2025. Con esta hazaña, se convirtió en el segundo tenista de China Taipéi en alcanzar los cuartos de final de un torneo ATP 500, después de Yen-Hsun Lu.
En marzo de 2025, Tseng Chun‑Hsin se destacó en el Masters de Miami 2025, donde, procedente de la fase de clasificación, venció en primera ronda al italiano Mattia Bellucci por 7‑6(5), 6‑2, logrando así avanzar al cuadro principal de un Masters 1000 y sumando una importante victoria. En su siguiente partido, cayó en segunda ronda ante el noveno cabeza de serie, Stefanos Tsitsipas, en tres sets (4‑6, 7‑5, 6‑3).
En abril de 2025, participó en el ATP 250 de Múnich el BMW Open, donde tras superar la fase clasificatoria derrotó a Christopher O’Connell (6‑3, 6‑2) y Billy Harris (4‑6, 7‑6(5), 6‑2), antes de caer en su primer partido del cuadro principal ante Daniel Altmaier por doble tie-break: 6‑7(5), 6‑7(5). En el torneo de Roma el Internazionali BNL d’Italia, también logró ganar su primer encuentro en la fase previa frente a Gabriele Piraino (6‑2, 6‑4), pero fue eliminado luego por Francesco Passaro en segunda ronda.
En junio de 2024, Tseng compitió en el Challenger de Turín, donde alcanzó las rondas finales del cuadro principal perdiendo en cuartos de final contra Camilo Ugo Carabelli en tres sets.  Ese mismo mes, obtuvo un bicampeonato histórico en el Challenger de Vicenza, defendiendo su título de 2024 al vencer nuevamente en la final —esta vez, en 2025, contra Lukas Neumayer por 6‑3, 6‑4, convirtiéndose en el primer jugador en ganar dos títulos consecutivos en ese torneo, perdiendo solo un set durante el torneo, lo que impidió equiparar el hito conseguido el año anterior, donde no perdió ningún set. Poco después, alcanzó la final del UniCredit Czech Open en Prostějov, aunque no logró conquistar el título.
En junio de 2025, Tseng Chun‑Hsin compitió en el UniCredit Czech Open en Prostějov. En el cuadro principal, superó en primera ronda a Adolfo Daniel Vallejo por 7‑6(2), 6‑1, y en cuartos de final eliminó a Jurij Rodionov con un marcador de 6‑4, 6‑4. En semifinales, venció con autoridad al tercer cabeza de serie, Alejandro Tabilo, por 6‑4, 6‑1. En la final, se enfrentó al boliviano Hugo Dellien, cuarto preclasificado, pero fue derrotado por 6‑3, 6‑4, consiguiendo un meritorio segundo puesto en sus dos participaciones consecutivas en este torneo.

## Títulos ATP Challenger (6; 5+1)

### Individuales (5)
| N.° | Fecha                   | Torneo         | Superficie        | Oponente en la final | Resultado     |
| --- | ----------------------- | -------------- | ----------------- | -------------------- | ------------- |
| 1.  | 19 de diciembre de 2021 | Maia 2         | Tierra batida     | Nuno Borges          | 5-7, 7-5, 6-2 |
| 2.  | 13 de febrero de 2022   | Bangalore      | Dura              | Borna Gojo           | 6-4, 7-5      |
| 3.  | 10 de abril de 2022     | Murcia         | Tierra batida     | Norbert Gombos       | 6-4, 6-1      |
| 4.  | 17 de marzo de 2024     | Székesfehérvár | Tierra batida (i) | Titouan Droguet      | 4-1, retiro   |
| 5.  | 2 de junio de 2024      | Vicenza        | Tierra batida     | Marco Trungelliti    | 6-3, 6-2      |

### Dobles (1)
| N.º | Fecha              | Torneo   | Superficie    | Pareja       | Oponentes                    | Resultado        |
| --- | ------------------ | -------- | ------------- | ------------ | ---------------------------- | ---------------- |
| 21. | 6 de abril de 2024 | Barletta | Tierra batida | Zdeněk Kolář | Théo Arribagé Benjamin Bonzi | 1-6, 6-3, [10-7] |

## Finales de Grand Slam Junior

### Individuales: 3 (2 títulos, 1 finalista)
| Resultado | Año  | Torneo               | Superficie | Oponente        | Puntuación          |
| --------- | ---- | -------------------- | ---------- | --------------- | ------------------- |
| Finalista | 2018 | Abierto de Australia | Dura       | Sebastian Korda | 6-7(6-8), 4-6       |
| Ganador   | 2018 | Abierto de Francia   | Arcilla    | Sebastián Báez  | Por 7-6(7-5), 6-2   |
| Ganador   | 2018 | Wimbledon            | Césped     | Jack Draper     | 6-1, 6-7 (2-7), 6-4 |